# Karangkepoh
Karangkepoh is een bestuurslaag in het regentschap Boyolali van de provincie Midden-Java, Indonesië. Karangkepoh telt 2185 inwoners (volkstelling 2010).